# Barilović
Barilović  è un comune della Croazia di 3 095 abitanti della regione di Karlovac.
L'87% della popolazione è costituito da croati.